# Lewis Morgan (voetballer)
Lewis Morgan (Greenock, 30 september 1996) is een Schots voetballer die speelt als middenvelder.

## Carrière
Morgan startte zijn carrière in de jeugd van Rangers en St. Mirren. Bij de laatste maakte hij zijn debuut bij de profs. Hij speelde er vier jaar zowel in de Scottish Premiership als na degradtie in 2015 in de Scottish Championship. In januari 2018 maakte hij de overstap naar Celtic FC voor £500.000 waar hij een contract tekende voor vier en een half jaar maar werd voor de rest van het seizoen terug uitgeleend aan St Mirren en werd hen kampioen in de tweede klasse. Het seizoen 2018/19 startte hij bij Celtics maar werd in januari uitgeleend aan Sunderland AFC uit de EFL League One.
In januari 2020 maakte hij de transfer naar Inter Miami CF in de Major League Soccer. Na twee seizoenen maakte hij de overstap naar New York Red Bulls voor 1,2 miljoen dollar.

## Internationaal
Morgan maakte zijn debuut voor Schotland in een vriendschappelijke wedstrijd tegen Peru in mei 2018. Hij werd op 7 juni 2024 door bondscoach Steve Clarke opgenomen in de Schotse selectie voor het EK 2024 in Duitsland. Schotland werd in de groepsfase uitgeschakeld na nederlagen tegen Duitsland (5–1) en Hongarije (0–1) en een gelijkspel tegen Zwitserland (1–1). Morgan kwam enkel in actie tegen Hongarije.

## Statistieken
| Seizoen         | Club               | Competitie          | Competitie | Competitie | Beker | Beker | Europees | Europees | Totaal | Totaal |
| Seizoen         | Club               | Competitie          | Wed.       | Dlp.       | Wed.  | Dlp.  | Wed.     | Dlp.     | Wed.   | Dlp.   |
| --------------- | ------------------ | ------------------- | ---------- | ---------- | ----- | ----- | -------- | -------- | ------ | ------ |
| 2013/14         | St. Mirren         | Premiership         | 0          | 0          | 0     | 0     | –        | –        | 0      | 0      |
| 2014/15         | St. Mirren         | Premiership         | 8          | 0          | 1     | 0     | –        | –        | 9      | 0      |
| 2015/16         | St. Mirren         | Championship        | 18         | 1          | 4     | 0     | –        | –        | 22     | 1      |
| 2016/17         | St. Mirren         | Championship        | 33         | 6          | 13    | 4     | –        | –        | 46     | 10     |
| 2017/18         | St. Mirren         | Championship        | 20         | 9          | 6     | 4     | –        | –        | 26     | 13     |
| 2017/18         | → St. Mirren       | Championship        | 15         | 5          | 1     | 0     | –        | –        | 16     | 5      |
| 2018/19         | Celtic             | Premiership         | 9          | 0          | 1     | 0     | 3        | 0        | 13     | 0      |
| 2018/19         | → Sunderland       | League One          | 20         | 1          | 2     | 1     | –        | –        | 22     | 2      |
| 2019/20         | Celtic             | Premiership         | 5          | 0          | 3     | 0     | 10       | 1        | 18     | 1      |
| 2020            | Inter Miami        | Major League Soccer | 21         | 5          | 3     | 0     | –        | –        | 24     | 5      |
| 2021            | Inter Miami        | Major League Soccer | 34         | 2          | 0     | 0     | –        | –        | 34     | 2      |
| 2022            | New York Red Bulls | Major League Soccer | 33         | 15         | 4     | 3     | –        | –        | 37     | 18     |
| 2023            | New York Red Bulls | Major League Soccer | 5          | 0          | 0     | 0     | –        | –        | 5      | 0      |
| Carrière totaal | Carrière totaal    | Carrière totaal     | 221        | 44         | 38    | 12    | 13       | 1        | 272    | 57     |

## Erelijst
| Competitie           | Club   | Aantal | Jaren   |
| -------------------- | ------ | ------ | ------- |
| Nationaal            |        |        |         |
| Scottish Cup         | Celtic | 1×     | 2018-19 |
| Scottish Premiership | Celtic | 1×     | 2018-19 |
| Scottish League Cup  | Celtic | 1×     | 2018-19 |

1 Schmeichel ·
2 Johnston ·
3 Taylor ·
5 Scales ·
6 Trusty ·
7 Palma ·
8 Furuhashi ·
9 Idah ·
10 Kühn ·
12 Sinisalo ·
13 Yang ·
14 McCowan ·
15 Holm ·
17 Nawrocki ·
20 Carter-Vickers ·
27 Engels ·
28 Bernardo ·
29 Bain ·
38 Maeda ·
41 Hatate ·
42 McGregor  ·
49 Forrest ·
56 Ralston ·
57 Welsh ·
Coach: Rodgers
1 Gunn ·
2 Ralston ·
3 Robertson  ·
4 McTominay ·
5 Hanley ·
6 Tierney ·
7 McGinn ·
8 McGregor ·
9 Shankland ·
10 Adams ·
11 Christie ·
12 Kelly ·
13 Hendry ·
14 Gilmour ·
15 Porteous ·
16 Cooper ·
17 Armstrong ·
18 Morgan ·
19 Conway ·
20 Jack ·
21 Clark ·
22 McCrorie ·
23 McLean ·
24 Taylor ·
25 Forrest ·
26 McKenna ·
Coach: Clarke